# Громовик фарбувальний
Громовик фарбувальний, громовик різноколірний як Onosma polychroma, громовик несправжньокрасильний як Onosma pseudotinctoria, громовик напівкрасильний як Onosma subtinctoria, громовик красильний як Onosma tinctoria (Onosma tinctoria) — вид рослин з родини шорстколистих (Boraginaceae); поширений у південно-східній Європі та в Азії.

## Опис
Багаторічна або дворічна рослина 20–70 см заввишки. 

## Поширення
Поширений у Євразії: Україна, Туреччина, Росія, Казахстан.
В Україні зростає у степах.